# 루벤 벤탕코우르트
루벤 다니엘 벤탕코우르트 모랄레스(스페인어: Rubén Daniel Bentancourt Morales, 1993년 3월 2일 ~ )는 현재 페냐롤에서 공격수로 뛰는 우루과이의 축구 선수이다.

## 경력
그는 2부 리그에서 2013년 8월 19일에 FC 오스를 상대로 용 PSV 선수로서 프로 데뷔전을 치렀다. 2014년 1월 31일, 그는 자유 이적 신분으로 아탈란타 BC로 이적하였다.